# Theopompella aurivillii
Theopompella aurivillii är en bönsyrseart som beskrevs av Sjöstedt 1900. Theopompella aurivillii ingår i släktet Theopompella och familjen Liturgusidae. Inga underarter finns listade i Catalogue of Life.